# Kemal Zeytinoğlu
Kemal Zeytinoğlu (* 1911 in Eskişehir; † 17. Februar 1959) war ein türkischer Ingenieur und Politiker.
Er studierte an der Technischen Hochschule von Istanbul und promovierte an der Wiener Hochschule für Ingenieurwesen. Von Dezember 1950 bis Dezember 1955 war er Minister für Öffentliche Arbeiten der Türkischen Republik.
Er war verheiratet und hatte zwei Kinder. Zeytinoğlu starb bei einem Flugzeugunglück in der Nähe von London.